# TK BEST SELECTION IN EPIC DAYS
『TK BEST SELECTION IN EPIC DAYS』（ティーケー・ベスト・セレクション・イン・エピック・デイズ）は、小室哲哉本人がボーカリストとなる初のベストアルバム。2011年4月13日、ソニー・ミュージックダイレクトよりリリース。

## 解説
- ソロとしては、自身初となる、小室哲哉本人がボーカリストとなるベストアルバム。Epic/Sony Records在籍時代の楽曲から全13曲がリマスターにより選曲されたアルバムとなっている。また、いくつかがユニットとしてリリースされていた楽曲が初収録となっている。
- DVD付き。

## 収録曲

### CD
1. RUNNING TO HORIZON
作詞：小室みつ子／作曲・編曲：小室哲哉
1stシングル。
よみうりテレビ・日本テレビ系アニメ『シティーハンター3』オープニングテーマ。
2. GRAVITY OF LOVE
作詞・作曲・編曲：小室哲哉
2ndシングル。
3. SHOUT
作詞・作曲・編曲：小室哲哉
1stアルバム『Digitalian is eating breakfast』収録曲。
ハウス食品「O'ZACK」CMソング。
4. OPERA NIGHT
作詞：小室みつ子／作曲・編曲：小室哲哉
1stアルバム『Digitalian is eating breakfast』収録曲。
TM NETWORKでリリースされたベスト・アルバム『TAKASHI UTSUNOMIYA PRESENTS TMN RED』の収録曲である「OPEN YOUR HEART」のセルフカバー（歌詞の相違あり。サビの締めの部分のメロディーが追加され、アレンジも異なる。）
5. 天と地と ～HEAVEN AND EARTH～ (MOVIE MIX)
作詞・作曲・編曲：小室哲哉
4thシングルのカップリング。アルバム初収録。
角川映画『天と地と』イメージソング。
6. アストラルプロジェクション ―幽体離脱―
作曲・編曲：小室哲哉
Mr.マリックとのコラボ・アルバム『Psychic Entertainment Sound』収録曲。インストゥルメンタル曲。
7. 永遠と名づけてデイドリーム
作詞：坂元裕二／作曲・編曲：小室哲哉
5thシングル。
8. 背徳の瞳〜Eyes of Venus〜
作詞・作曲・編曲：V2
V2（YOSHIKIとのコラボ・ユニット）名義でリリースされたシングル。アルバム初収録。
9. Magic
作詞：坂元裕二／作曲：小室哲哉／編曲：T.C.D Hits
6thシングル。
10. 50/50
作詞：田口俊／作曲：小室哲哉／編曲：T.C.D Hits
セルフカバー・アルバム『Hit Factory』収録曲。
中山美穂に提供した曲のセルフカバー。原曲とは歌詞が大きく異なり、サビの締めの部分も異なる。
11. Too Shy Shy Boy!
作詞・作曲：小室哲哉／編曲：T.C.D Hits
セルフカバー・アルバム『Hit Factory』収録曲。
観月ありさに提供した曲のセルフカバー。原曲とは若干歌詞が異なる。
12. Pure (Hyper Mix)
作曲：小室哲哉／編曲：三宅一徳
7thシングル。インストゥルメンタル曲。
フジテレビ系ドラマ「二十歳の約束」主題歌。
13. RUNNING TO HORIZON (SHEP PETTIBONE SPECIAL REMIX)
作詞：小室みつ子／作曲・編曲：小室哲哉／リミックス：SHEP PETTIBONE
1stシングルのカップリング。アルバム初収録。

### DVD「TK“eZ-TV”Collection」
1. “eZ”11th：PIANO SOLO
2. “eZ”13th：Dawn Valley
3. “eZ”26th：Digitalian～Shout
4. “eZ”28th：天と地と
5. “eZ”52nd：Space World／Virginity／背徳の瞳